# Ciudad Jardín (Almería)

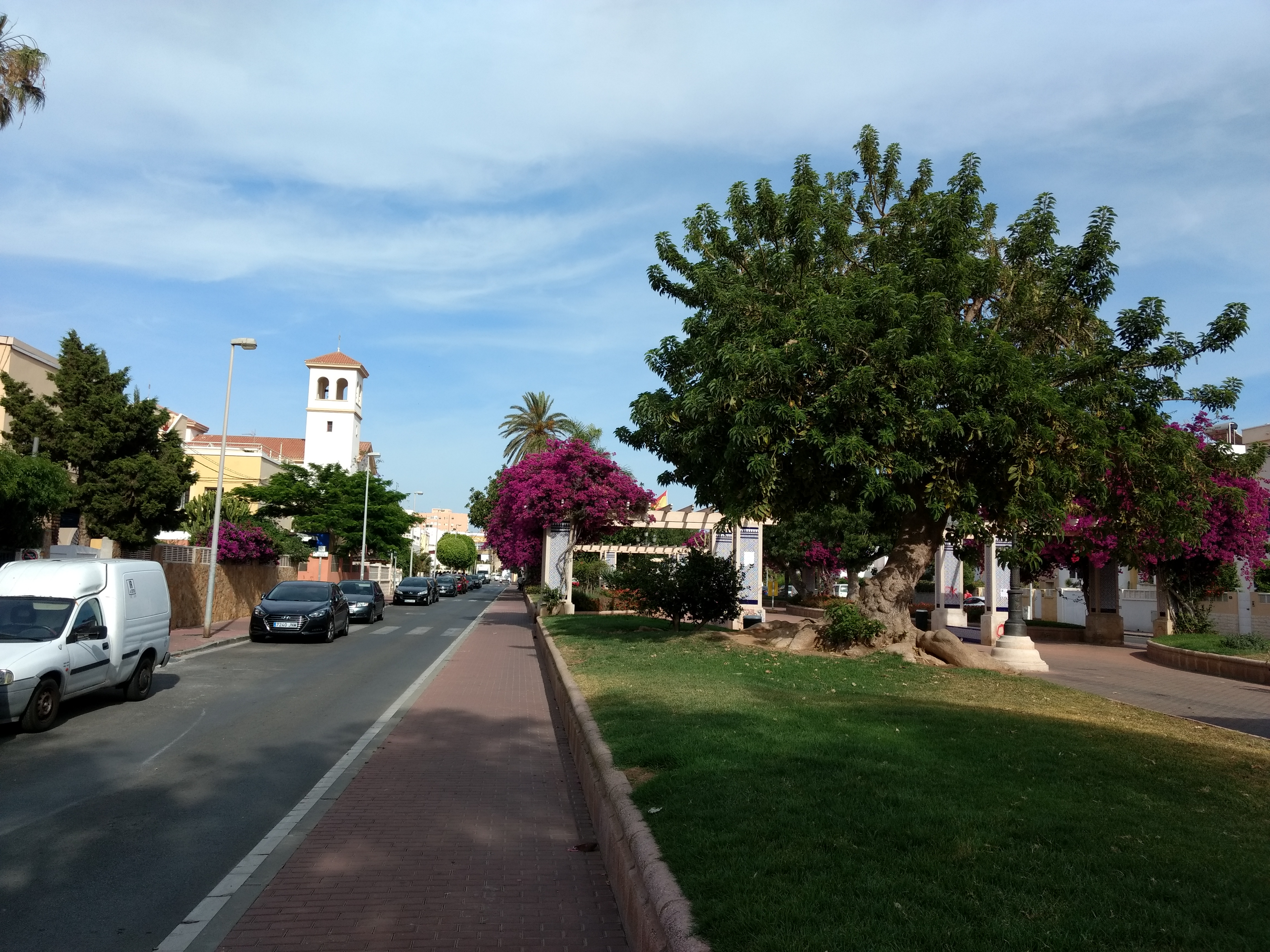
Plaza de España, Ciudad Jardín (Almería)

Ciudad Jardín es un barrio de la ciudad española de Almería (Andalucía). Se encuentra situado en la parte más oriental de la ciudad. entre los barrios de el Zapillo, 500 Viviendas y Nueva Almería, estando delimitado por la carretera Ciudad Jardín-Los Molinos y la avenida de Mediterráneo.

## Historia
El barrio comenzó a erigirse hacia 1941, aunque el proyecto para hacerlo existía desde la dictadura de Miguel Primo de Rivera. Corrió a cargo del arquitecto local Guillermo Langle Rubio y fue terminado en 1947, construyéndose 245 viviendas unifamiliares de una o dos plantas con jardín, además de una iglesia, con el fin de acabar con las casas-cueva de la ciudad.
En 1945 se consolidó una normativa para la compra-venta: Tendrían preferencia las solicitudes que pudieran ser pagadas al contado; y para una venta a plazos, se debía pagar la décima parte como entrada. De esta manera, tan solo funcionarios y familias acomodadas podrían acceder a estas viviendas de nuevo cuño, en contradicción con el propósito original. La única manera de poder deshacerse de la vivienda era mediante herencia.
Durante décadas, las viviendas del barrio estaban cubiertas de un polvo rojizo, proveniente del movimiento del mineral traído por ferrocarril desde las minas de Alquife.

## Servicios

### Sanidad
El barrio cuenta con un centro de Salud destinado a la atención primaria. Este centro se encuentra situado en la plaza de España, n.º 1.

## Transporte urbano
El barrio está comunicado mediante el transporte urbano con el centro y otros puntos de la ciudad. Por él discurren las líneas 11, 12 y 18 que comunican el Hospital Torrecardenas y el centro con los barrios del Zapillo y Nueva Almería llegando hasta la barriada de Costacabana.
|                                                                                      | Surbus Ir a la base de datos        | Surbus Ir a la base de datos | Surbus Ir a la base de datos | Surbus Ir a la base de datos | Surbus Ir a la base de datos |
| Línea                                                                                | Trayecto                            | Horario 1 Laborables         | Horario 2 Sábados            | Horario 3 Festivos           | Frecuencia 1/2/3             |
| ------------------------------------------------------------------------------------ | ----------------------------------- | ---------------------------- | ---------------------------- | ---------------------------- | ---------------------------- |
|                                                                                      | Piedras Redondas-Árbol de la Seda   | 6:25 a 22:10                 | 6:35 a 22:30                 | 6:35 a 22:45                 | 25´/25´/ 35´                 |
|                                                                                      | Zapillo-Universidad-Nueva Almería   | 7:05 a 22:40                 | 7:15 a 22:20                 | 7:50 a 21:35                 | 20´/30´/ 30´                 |
|                                                                                      | Nueva Andalucía-Universidad-Zapillo | 6:25 a 22:10                 | 6:35 a 22:30                 | 6:35 a 22:45                 | 20´/30´/ 30´                 |
|                                                                                      | Centro-Costacabana                  | 6:55 a 22:40                 | 7:10 a 22:40                 | 7:10 a 22:10                 | 20´/30´/ 60´                 |
| - La frecuencia y el horario se refire a: Laborables / Sábados / Domingos y festivos |                                     |                              |                              |                              |                              |